# Coberta desplegable
Una coberta desplegable o gatefold és un tipus d'empaquetament utilitzat a l'àmbit publicitari al voltant d'una revista o secció, i per l'embalatge de mitjans de comunicació com els de la indústria fonogràfica.

## Edicions amb cobertes desplegables remarcables
Els deu exemples més notables de coberta desplegable:
- The Beatles – Sgt. Pepper's Lonely Hearts Club Band[1]
- The Beatles – The Beatles (The White Album)[2]
- David Bowie – Aladdin Sane[3]
- Bob Dylan – Blonde On Blonde[4]
- The Jimi Hendrix Experience – Electric Ladyland[5]
- Led Zeppelin – Led Zeppelin II[6]
- Led Zeppelin – Led Zeppelin IV[7]
- Pink Floyd – The Dark Side of the Moon[8]
- Roxy Music – Roxy Music[9]
- The Velvet Underground – The Velvet Underground and Nico[10]

## Més exemples
- Aerosmith – Live! Bootleg
- The Allman Brothers Band - The Allman Brothers Band
- The Allman Brothers Band - Beginnings (The Allman Brothers Band album)
- The Allman Brothers Band – At Fillmore East
- The Allman Brothers Band – Eat a Peach
- The Allman Brothers Band – Enlightened Rogues
- Bad Company - Bad Company
- Bad Company – Run with the Pack
- Bad Company – Desolation Angels
- Badfinger – No Dice
- The Band – The Band
- The Band – Rock of Ages
- The Beatles – Beatles for Sale
- The Beatles – Magical Mystery Tour
- The Beatles – Let It Be
- The Beatles – 1962–1966
- The Beatles – 1967–1970
- Black Sabbath – Black Sabbath
- Black Sabbath – Paranoid
- Black Sabbath – Vol. 4
- Black Sabbath – Sabbath Bloody Sabbath
- Black Sabbath – We Sold Our Soul for Rock 'n' Roll
- Black Sabbath – Live Evil
- Blue Öyster Cult – On Your Feet or on Your Knees
- Blue Öyster Cult – Agents Of Fortune
- Blue Öyster Cult – Extraterrestrial Live
- Bob Seger & the Silver Bullet Band - Live Bullet
- David Bowie – Diamond Dogs
- David Bowie – Blackstar
- Buffalo Springfield - Buffalo Springfield (compilation album)
- Canned Heat – Living the Blues
- Captain Beefheart & His Magic Band – Trout Mask Replica
- Eric Clapton – Slowhand
- Cream – Wheels of Fire
- Cream - Goodbye (Cream album)
- Crosby, Stills & Nash – Crosby, Stills & Nash
- Crosby, Stills, Nash & Young – Déjà Vu
- Crosby, Stills, Nash & Young – 4 Way Street
- Miles Davis – Bitches Brew
- Deep Purple – The Book of Taliesyn
- Deep Purple – Deep Purple
- Deep Purple – Fireball
- Deep Purple – Machine Head
- Deep Purple – Made in Japan
- Deep Purple – Who Do We Think We Are
- Deep Purple - Come Taste the Band
- Derek and the Dominos – Layla and Other Assorted Love Songs
- Donovan – Donovan's Greatest Hits
- The Doobie Brothers - Toulouse Street
- The Doors – The Soft Parade
- The Doors – Morrison Hotel
- The Doors – Absolutely Live
- The Doors – Weird Scenes Inside the Gold Mine
- Bob Dylan and The Band – The Basement Tapes
- Eagles – Hotel California
- Electric Light Orchestra – Out of the Blue
- Emerson, Lake & Palmer – Trilogy
- Emerson, Lake & Palmer – Works Volume 1
- The Fall – This Nation's Saving Grace
- The Fall – I Am Kurious Oranj
- Fleetwood Mac – Mr. Wonderful
- Fleetwood Mac - Tusk (album)
- Foghat – Foghat Live
- Peter Frampton – Frampton Comes Alive!
- Genesis – The Lamb Lies Down on Broadway
- Grand Funk Railroad – Closer to Home
- Grand Funk Railroad – Live Album
- Grand Funk Railroad - Mark, Don & Mel: 1969–71
- Grateful Dead – Live/Dead
- Grateful Dead – Europe '72
- George Harrison – Living in the Material World
- The Jimi Hendrix Experience – Axis: Bold as Love
- Humble Pie – Humble Pie
- Humble Pie – Performance Rockin' the Fillmore
- Humble Pie – Eat It
- Jethro Tull – Stand Up
- Jethro Tull – Aqualung
- Jethro Tull – Living in the Past
- Jethro Tull – A Passion Play
- Jethro Tull – Minstrel In The Gallery
- Elton John – Goodbye Yellow Brick Road
- Brian Jones – Brian Jones Presents the Pipes of Pan at Joujouka
- Carole King – Tapestry
- King Crimson – In the Court of the Crimson King
- King Crimson - Islands (King Crimson album)
- The Kinks – The Village Green Preservation Society
- The Kinks – Arthur (Or the Decline and Fall of the British Empire)
- The Kinks – Lola Versus Powerman and the Moneygoround, Part One
- The Kinks – The Kink Kronikles
- The Kinks – Everybody's in Show-Biz
- The Kinks – Preservation Act 2
- Led Zeppelin – Led Zeppelin III
- Led Zeppelin – Houses Of The Holy
- Led Zeppelin – The Song Remains the Same
- Led Zeppelin – Presence
- Led Zeppelin – Coda
- John Lennon – Some Time in New York City
- Little Feat - Waiting for Columbus
- Lynyrd Skynyrd – One More from the Road
- Lynyrd Skynyrd – Gold & Platinum
- John Mayall – Ten Years Are Gone
- Paul McCartney – McCartney
- MC5 – Kick Out the Jams
- Steve Miller Band – Anthology
- The Moody Blues – On the Threshold of a Dream
- The Moody Blues – To Our Children's Children's Children
- The Moody Blues – A Question of Balance
- The Moody Blues – Every Good Boy Deserves Favour
- The Moody Blues – Seventh Sojourn
- The Moody Blues – This Is The Moody Blues
- The Mothers of Invention – Freak Out!
- The Mothers of Invention – We're Only in It for the Money
- Mötley Crüe – Shout at the Devil
- Nazareth – Close Enough for Rock 'n' Roll
- Nazareth – 'Snaz
- Niña Pastori - La orilla de mi pelo
- Ted Nugent - Double Live Gonzo!
- Pink Floyd – Ummagumma
- Pink Floyd – Atom Heart Mother
- Pink Floyd – Meddle
- Pink Floyd – Animals
- Pink Floyd – The Wall
- Pink Floyd – The Final Cut
- Public Image Ltd – Metal Box (Second Edition)
- Rainbow – Ritchie Blackmore's Rainbow
- Rainbow – Rainbow Rising
- Rainbow – The Best of Rainbow
- Rare Earth (band) - One World (Rare Earth album)
- Rare Earth - Rare Earth in Concert
- Lou Reed – Rock 'n' Roll Animal
- Renaissance (band) - Live at Carnegie Hall
- The Rolling Stones – Their Satanic Majesties Request
- The Rolling Stones – Beggars Banquet
- The Rolling Stones – Big Hits (High Tide and Green Grass)
- The Rolling Stones – Through the Past, Darkly (Big Hits Vol. 2)
- The Rolling Stones – Sticky Fingers
- The Rolling Stones - Exile on Main Street
- The Rolling Stones – Goat's Head Soup
- The Rolling Stones – Black And Blue
- The Rolling Stones – Love You Live
- The Rolling Stones – Hot Rocks
- The Rolling Stones – More Hot Rocks (Big Hits & Fazed Cookies)
- Siouxsie and the Banshees – Join Hands
- The Smiths – The Queen Is Dead
- Soundtrack album – Jesus Christ Superstar
- Bruce Springsteen – The River
- Steely Dan – Can't Buy a Thrill
- Steppenwolf – At Your Birthday Party
- Steppenwolf – Gold: Their Great Hits
- The Stooges – Fun House
- Ten Years After – Ssssh
- Ten Years After – Cricklewood Green
- Ten Years After – Rock & Roll Music To The World
- Ten Years After – Recorded Live
- Thin Lizzy – Live and Dangerous
- Traffic – Mr. Fantasy
- Traffic – Welcome to the Canteen
- Traffic – On the Road
- Uriah Heep – Demons & Wizards
- Uriah Heep – The Magician's Birthday
- Uriah Heep – Uriah Heep Live
- Uriah Heep – Sweet Freedom
- Uriah Heep – Return to Fantasy
- U2 – The Joshua Tree
- The Who – Tommy
- The Who – Quadrophenia
- The Who – Meaty Beaty Big and Bouncy
- The Who – The Story of The Who
- The Who - Hooligans (album)
- Wings – Venus and Mars
- Wings – Wings over America
- Yes – The Yes Album
- Yes – Fragile
- Yes – Close to the Edge
- Yes – Yessongs
- Yes – Tales from Topographic Oceans
- Neil Young – After the Goldrush
- Neil Young – Harvest
- Neil Young – Decade
- ZZ Top – Tres Hombres
- ZZ Top – Tejas

## En altres publicacions
Cobertes desplegables en els anuncis i els punts destacats sovint s'utilitzen com a extensions de les cobertes de publicacions, plegats i solapats a l'exterior de la coberta o dins quan la coberta és oberta